# Lateef Oladimeji Adegbite
Lateef Oladimeji Adegbite (* 20. März 1933 in Abeokuta, Ogun; † 28. September 2012 in Lagos) war ein nigerianischer Jurist und Politiker. Er war Generalsekretär des Obersten Rat für Islamische Angelegenheiten von Nigeria. Er war Mitgründer der Muslim Student’s Society Nigeria (MSSN) im Jahr 1954.
Er war einer der 138 Unterzeichner des offenen Briefes Ein gemeinsames Wort zwischen Uns und Euch (engl. A Common Word Between Us & You), den Persönlichkeiten des Islam an „Führer christlicher Kirchen überall“ (engl. "Leaders of Christian Churches, everywhere …") sandten (13. Oktober 2007).
2009 wurde er in der Liste der 500 einflussreichsten Muslime des Prinz-al-Walid-bin-Talal-Zentrums für muslimisch-christliche Verständigung der Georgetown University und des Royal Islamic Strategic Studies Centre von Jordanien aufgeführt. Adegbite verstarb am 28. September nach langer Krankheit.